# Maxime Alexandre (Kameramann)
Maxime Alexandre (* 4. Februar 1971 in Ronse) ist ein belgischer Kameramann und Regisseur.
Maxime Alexandre war seit Ende der 1980er Jahre als Kameraassistent tätig, dabei überwiegend in der Werbung, später auch im Spielfilm-Bereich. Um 2002 wurde er als selbständiger Kameramann aktiv. Sein Schaffen umfasst mehr als 30 Produktionen, vornehmlich Horrorfilme. Mehrfach arbeitete er mit Regisseur Alexandre Aja zusammen. 2009 führte er bei Holy Money erstmals Regie, 2010 folgte mit Christopher Roth – Der Killer in dir! sein zweiter Film.

## Filmografie (Auswahl)
- 2003: High Tension (Haute Tension)
- 2004: The Defender
- 2006: The Hills Have Eyes – Hügel der blutigen Augen (The Hills Have Eyes)
- 2006: The Last Mission – Das Himmelfahrtskommando (The Last Drop)
- 2007: P2 – Schreie im Parkhaus (P2)
- 2008: Mirrors
- 2010: The Crazies – Fürchte deinen Nächsten (The Crazies)
- 2012: Alexandre Ajas Maniac (Maniac)
- 2012: Silent Hill: Revelation
- 2012: Air Force One Is Down
- 2014: The Voices
- 2014: Earth to Echo – Ein Abenteuer so groß wie das Universum (Earth to Echo)
- 2015: Die dunkle Gräfin (Krowawaja ledi Batori)
- 2016: The Other Side of the Door
- 2016: Das 9. Leben des Louis Drax (The 9th Life Of Louis Drax)
- 2016: The Warriors Gate
- 2017: Annabelle 2 (Annabelle: Creation)
- 2018: The Nun
- 2019: Shazam!
- 2019: Crawl
- 2019: Countdown
- 2020: Spuk in Bly Manor (The Haunting of Bly Manor, Miniserie, 6 Episoden)
- 2020: Come Play
- 2021: Oxygen
- 2021: Resident Evil: Welcome to Raccoon City
- 2024: Role Play
- 2025: Until Dawn